# Liste der Juniorenweltmeister im Rennrodeln
Die Liste der Juniorenweltmeister im Rennrodeln führt alle Medaillengewinner bei den seit 1982 ausgetragenen Nachwuchsweltmeisterschaften im Rennrodeln.
Zunächst gab es mit Einsitzer-Rennen bei Mädchen und Jungen sowie dem Doppelsitzerrennen drei Wettbewerbe. 1991 kam der Mannschaftswettbewerb dazu, der bis 1998 von je zwei männlichen und zwei weiblichen Einsitzern sowie einem Doppelsitzer bestritten wurde. Hierzu wurden die Fahrtzeiten der Einzelrennen addiert. Seit 1999 wurden die Einsitzer bei Jungen wie Mädchen auf einen Schlitten reduziert. Seit 2010 wurde der Mannschaftswettbewerb zugunsten des Teamstaffel-Rennens eingestellt.

## Einsitzer Weiblich
| Juniorenweltmeisterschaften | Juniorenweltmeisterschaften | Gold                 | Silber                     | Bronze                     |
| --------------------------- | --------------------------- | -------------------- | -------------------------- | -------------------------- |
| 1982                        | Lake Placid                 | Jelena Buslajewa     | Christiane König           | Martina Kühnel             |
| 1984                        | Bludenz                     | Irina Kussakina      | Olimpiada Nikitina         | Olga Tichonowa             |
| 1986                        | Königssee                   | Nadeschda Schmitowa  | Susi Erdmann               | Veronika Oberhuber         |
| 1988                        | Olang                       | Gerda Weißensteiner  | Dana Riedl                 | Swetlana Wargas            |
| 1990                        | Winterberg                  | Monika Greilinger    | Barbara Niedernhuber       | Jean Roos                  |
| 1991                        | Königssee                   | Jean Roos            | Barbara Niedernhuber       | Helena Dudas               |
| 1992                        | Sapporo                     | Sonja Manzenreiter   | Tanja Painsi               | Bethany Calcaterra-McMahon |
| 1993                        | Sigulda                     | Sonja Manzenreiter   | Simone Eder                | Sandra Prokoff             |
| 1994                        | Igls                        | Angelika Wiedemann   | Bethany Calcaterra-McMahon | Sonja Manzenreiter         |
| 1995                        | Lake Placid                 | Maryann Baribault    | Claudia Schramm            | Heike Schüler              |
| 1996                        | Calgary                     | Maryann Baribault    | Sonja Wiedemann            | Gabi Bender                |
| 1997                        | Oberhof                     | Britta Steinmetz     | Maryann Baribault          | Anke Wischnewski           |
| 1998                        | Sigulda                     | Gabi Bender          | Maryann Baribault          | Anke Wischnewski           |
| 1999                        | Igls                        | Margarita Klimenko   | Anna Tielke                | Veronika Halder            |
| 2000                        | Altenberg                   | Julia Schäfer        | Brenna Margol              | Becky Wilczak              |
| 2001                        | Lillehammer                 | Nicole Oliveira      | Courtney Zablocki          | Brenna Margol              |
| 2002                        | Igls                        | Nina Reithmayer      | Maria Feichter             | Tatjana Hüfner             |
| 2003                        | Königssee                   | Anja Eberhardt       | Tatjana Hüfner             | Corinna Martini            |
| 2004                        | Calgary                     | Natalie Geisenberger | Nina Reithmayer            | Corinna Martini            |
| 2005                        | Winterberg                  | Madeleine Teuber     | Natalie Geisenberger       | Julia Clukey               |
| 2006                        | Altenberg                   | Natalie Geisenberger | Stefanie Sieger            | Madeleine Teuber           |
| 2007                        | Cesana                      | Natalie Geisenberger | Stefanie Sieger            | Lisa Liebert               |
| 2008                        | Lake Placid                 | Kate Hansen          | Lisa Liebert               | Carina Schwab              |
| 2009                        | Nagano                      | Madeleine Teuber     | Carina Schwab              | Lisa Liebert               |
| 2010                        | Igls                        | Carina Schwab        | Sandra Gasparini           | Kate Hansen                |
| 2011                        | Oberhof                     | Dajana Eitberger     | Katrin Rudolph             | Luzie Löscher              |
| 2012                        | Königssee                   | Aileen Frisch        | Nathalie Burkhardt         | Katrin Rudolph             |
| 2013                        | Park City                   | Emily Sweeney        | Carolin von Schleinitz     | Nathalie Burkhardt         |
| 2014                        | Igls                        | Andrea Vötter        | Sandra Robatscher          | Julia Taubitz              |
| 2015                        | Lillehammer                 | Jessica Tiebel       | Wiktorija Demtschenko      | Sandra Robatscher          |
| 2016                        | Winterberg                  | Julia Taubitz        | Tina Müller                | Alisa Dengler              |
| 2017                        | Sigulda                     | Jessica Tiebel       | Tatjana Zwetowa            | Olessja Michailenko        |
| 2018                        | Altenberg                   | Jessica Tiebel       | Tatjana Zwetowa            | Jessica Degenhardt         |
| 2019                        | Igls                        | Cheyenne Rosenthal   | Verena Hofer               | Jessica Degenhardt         |
| 2020                        | Oberhof                     | Jessica Degenhardt   | Diana Loginowa             | Lisa Schulte               |
| 2022                        | Winterberg                  | Jessica Degenhardt   | Sofiia Mazur               | Merle Fräbel               |
| 2023                        | Bludenz                     | Julianna Tunyzka     | Barbara Allmaier           | Alexandra Oberstolz        |
| 2024                        | Lillehammer                 | GER Anka Jaenicke    | GER Antonia Pietschmann    | LAT Zane Kuluma            |
| 2025                        | St. Moritz                  | LAT Margita Sirsnina | GER Josephine Buse         | GER Antonia Pietschmann    |

## Einsitzer Männlich
| Juniorenweltmeisterschaften | Juniorenweltmeisterschaften | Gold                   | Silber               | Bronze                 |
| --------------------------- | --------------------------- | ---------------------- | -------------------- | ---------------------- |
| 1982                        | Lake Placid                 | Hans-Joachim Schurack  | Torsten Görlitzer    | Franz Lechleitner      |
| 1984                        | Bludenz                     | Jens Müller            | Frank Trebess        | Andrei Ustjuchin       |
| 1986                        | Königssee                   | Max Burghartswieser    | Heiko Wietatsch      | Arnold Huber           |
| 1988                        | Olang                       | Kurt Brugger           | Wilfried Huber       | Gerhard Plankensteiner |
| 1990                        | Winterberg                  | Gerhard Plankensteiner | Jan Kohoutek         | Norbert Gatz           |
| 1991                        | Königssee                   | Ralf Kutzner           | Norbert Gatz         | Christian Pfnür        |
| 1992                        | Sapporo                     | Robert Pipkins         | Armin Zöggeler       | Sebastian Schiffner    |
| 1993                        | Sigulda                     | Armin Zöggeler         | Rainer Margreiter    | Markus Kleinheinz      |
| 1994                        | Igls                        | Armin Zöggeler         | Larry Dolan          | Rainer Margreiter      |
| 1995                        | Lake Placid                 | Markus Kleinheinz      | Larry Dolan          | Tony Benshoof          |
| 1996                        | Calgary                     | Markus Kleinheinz      | Adam Heidt           | Tyler Seitz            |
| 1997                        | Oberhof                     | Robert Fegg            | Henning Kirchner     | Andreas Soppelsa       |
| 1998                        | Sigulda                     | Mārtiņš Rubenis        | Robert Fegg          | Nick Sullivan          |
| 1999                        | Igls                        | Martin Abentung        | Frank Soccal         | Kyle Connelly          |
| 2000                        | Altenberg                   | Martin Abentung        | David Möller         | Kyle Connelly          |
| 2001                        | Lillehammer                 | David Möller           | Mike Moffat          | Jan Eichhorn           |
| 2002                        | Igls                        | David Möller           | Patrick Schürer      | Jonathan Myler         |
| 2003                        | Königssee                   | Denis Bertz            | Patrik Dietzsch      | Logan Gastio           |
| 2004                        | Calgary                     | Andreas Graitl         | Matt McMurray        | Daniel Pfister         |
| 2005                        | Winterberg                  | Waleri Bespalow        | Manuel Pfister       | Ritvars Šteins         |
| 2006                        | Altenberg                   | Felix Loch             | Daniel Pfister       | Peter Fischer          |
| 2007                        | Cesana                      | Felix Loch             | Manuel Pfister       | Wolfgang Kindl         |
| 2008                        | Lake Placid                 | Wolfgang Kindl         | Felix Loch           | Robert Huerbin         |
| 2009                        | Nagano                      | Julian von Schleinitz  | Sascha Benecken      | Semjon Pawlitschenko   |
| 2010                        | Igls                        | Julian von Schleinitz  | Semjon Pawlitschenko | Sascha Benecken        |
| 2011                        | Oberhof                     | Julian von Schleinitz  | Georg Reumschüssel   | Dominik Fischnaller    |
| 2012                        | Königssee                   | Wladimir Pitilimow     | Dominik Fischnaller  | Georg Reumschüssel     |
| 2013                        | Park City                   | Dominik Fischnaller    | Emanuel Rieder       | David Gleirscher       |
| 2014                        | Igls                        | Toni Gräfe             | Christian Paffe      | Alexander Stjopitschew |
| 2015                        | Lillehammer                 | Roman Repilow          | Tucker West          | Nico Gleirscher        |
| 2016                        | Winterberg                  | Roman Repilow          | Kristers Aparjods    | Maximilian Jung        |
| 2017                        | Sigulda                     | Kristers Aparjods      | Nico Gleirscher      | Max Langenhan          |
| 2018                        | Altenberg                   | Max Langenhan          | David Nößler         | Paul-Lukas Heider      |
| 2019                        | Igls                        | Max Langenhan          | Bastian Schulte      | Lukas Gufler           |
| 2020                        | Oberhof                     | Moritz Bollmann        | Gints Bērziņš        | David Nößler           |
| 2022                        | Winterberg                  | Matwei Perestoronin    | Florian Müller       | Matthew Greiner        |
| 2023                        | Bludenz                     | Kaspars Rinks          | Marco Leger          | Hannes Röder           |
| 2024                        | Lillehammer                 | LAT Kaspers Rinks      | AUT Noah Kallan      | ITA Leon Haselrieder   |
| 2025                        | St. Moritz                  | AUT Paul Socher        | GER Marco Leger      | AUT Noah Kallan        |

## Doppelsitzer (geschlechtsoffen)
| Juniorenweltmeisterschaften | Juniorenweltmeisterschaften | Gold                                                             | Silber                                                       | Bronze                                                    |
| --------------------------- | --------------------------- | ---------------------------------------------------------------- | ------------------------------------------------------------ | --------------------------------------------------------- |
| 1982                        | Lake Placid                 | Deutsche Demokratische RepublikJörg Hoffmann Jochen Pietzsch     | Deutsche Demokratische RepublikMichael Schäder Frank Trebess | ItalienSiegfried Federer Günther Huber                    |
| 1984                        | Bludenz                     | SowjetunionWassili Karpow Sergei Nagowizyn                       | Deutsche Demokratische RepublikRené Keller Lutz Kühnlenz     | ÖsterreichRobert Manzenreiter Markus Schmidt              |
| 1986                        | Königssee                   | BR DeutschlandUwe Reindl Max Burghartswieser                     | SowjetunionIgor Utkin Andrei Trussow                         | Deutsche Demokratische RepublikStefan Krauße Jan Behrendt |
| 1988                        | Olang                       | Deutsche Demokratische RepublikMarco Ernst Olaf Paschold         | Vereinigte StaatenJason Mully Lance Kirley                   | ItalienKurt Brugger Wilfried Huber                        |
| 1990                        | Winterberg                  | Deutsche Demokratische RepublikFrank-Peter Barnekow Sandro Zettl | SowjetunionAlbert Demtschenko Alexei Selenski                | SowjetunionDmitri Makartschuk Andrij Muchin               |
| 1991                        | Königssee                   | DeutschlandJens Tauscher René Hohner                             | DeutschlandSteffen Skel Steffen Wöller                       | PolenLeszek Szarejko Adrian Przechewka                    |
| 1992                        | Sapporo                     | TschechoslowakeiFrantišek Pekař Martin Duchek                    | ÖsterreichMarkus Schiegel Tobias Schiegel                    | Vereinigte StaatenGrant Dustin Chris Goughlin             |
| 1993                        | Sigulda                     | LettlandAndris Neparts Sandris Bērziņš                           | RusslandDanil Tschaban Andrei Klimentjew                     | LettlandKlāvs Vasks Sandris Levzenieks                    |
| 1994                        | Igls                        | RusslandDanil Tschaban Alexander Subkow                          | ÖsterreichMarkus Fluckinger Hannes Egger                     | DeutschlandAndré Florschütz Falk Rossmann                 |
| 1995                        | Lake Placid                 | Vereinigte StaatenChristian Niccum Matt McClain                  | Vereinigte StaatenTony Benshoof Larry Dolan                  | SlowakeiKarol Rusnak Jaroslav Slavík                      |
| 1996                        | Calgary                     | Vereinigte StaatenChristian Niccum Matt McClain                  | ÖsterreichMarkus Kleinheinz Alexander Reutz                  | RusslandNikolai Bogowitsch Wassili Sutko                  |
| 1997                        | Oberhof                     | Vereinigte StaatenChristian Niccum Matt McClain                  | DeutschlandMaik Sachse Nico Zink                             | ItalienChristian Oberstolz Patrick Gruber                 |
| 1998                        | Sigulda                     | Vereinigte StaatenChristian Niccum Matt McClain                  | DeutschlandSebastian Schmidt André Forker                    | DeutschlandSteffen Dundr Jan Eichhorn                     |
| 1999                        | Igls                        | DeutschlandSteffen Dundr Jan Eichhorn                            | DeutschlandChristian Pfalz Martin Biedermann                 | KanadaGrant Albrecht Mike Moffat                          |
| 2000                        | Altenberg                   | Vereinigte StaatenPatrick Anderson Brian Wohlleb                 | KanadaGrant Albrecht Mike Moffat                             | RusslandSergei Dobrinin Sergei Tschudinow                 |
| 2001                        | Lillehammer                 | Vereinigte StaatenPatrick Anderson Brian Wohlleb                 | KanadaGrant Albrecht Mike Moffat                             | ÖsterreichAndreas Linger Wolfgang Linger                  |
| 2002                        | Igls                        | Vereinigte StaatenPreston Griffall Dan Joye                      | DeutschlandFranz M. König Christian Kontny                   | DeutschlandMarcel Lorenz Christian Baude                  |
| 2003                        | Königssee                   | Vereinigte StaatenPreston Griffall Dan Joye                      | KanadaSamuel Edney Gwyn Lewis                                | RusslandIwan Newmerschizki Wladimir Prochorow             |
| 2004                        | Calgary                     | ÖsterreichPeter Penz Georg Fischler                              | KanadaSamuel Edney Gwyn Lewis                                | DeutschlandTobias Wendl Tobias Arlt                       |
| 2005                        | Winterberg                  | DeutschlandTobias Wendl Tobias Arlt                              | DeutschlandRonny Pietrasik Christian Weise                   | DeutschlandSandro Stielicke Carl Pelzer                   |
| 2006                        | Altenberg                   | DeutschlandTobias Wendl Tobias Arlt                              | DeutschlandRonny Pietrasik Christian Weise                   | Vereinigte StaatenChristopher Mazdzer Garon Thorne        |
| 2007                        | Cesana                      | DeutschlandToni Eggert Marcel Oster                              | DeutschlandTobias Wendl Tobias Arlt                          | Vereinigte StaatenChristopher Mazdzer Jayson Terdiman     |
| 2008                        | Lake Placid                 | DeutschlandToni Eggert Marcel Oster                              | Vereinigte StaatenChristopher Mazdzer Jayson Terdiman        | LettlandOskars Gudramovičs Pēteris Kalniņš                |
| 2009                        | Nagano                      | DeutschlandNico Walther Nico Grünneker                           | DeutschlandDaniel Rothamel Chris Rohmeiß                     | KanadaTristan Walker Justin Snith                         |
| 2010                        | Igls                        | DeutschlandNico Walther Nico Grünneker                           | DeutschlandDaniel Rothamel Chris Rohmeiß                     | ItalienLudwig Rieder Patrick Rastner                      |
| 2011                        | Oberhof                     | ItalienLudwig Rieder Patrick Rastner                             | DeutschlandNico Grüßner Toni Förtsch                         | DeutschlandRobin Geueke David Gamm                        |
| 2012                        | Königssee                   | DeutschlandNico Grüßner Toni Förtsch                             | DeutschlandRobin Geueke David Gamm                           | DeutschlandTim Brendel Florian Funk                       |
| 2013                        | Park City                   | DeutschlandTim Brendel Florian Funk                              | DeutschlandJulius Löffler Florian Küchler                    | Vereinigte StaatenTyler Andersen Anthony Espinoza         |
| 2014                        | Igls                        | ÖsterreichThomas Steu Lorenz Koller                              | ItalienFlorian Gruber Simon Kainzwaldner                     | DeutschlandFlorian Löffler Manuel Stiebing                |
| 2015                        | Lillehammer                 | DeutschlandFlorian Löffler Manuel Stiebing                       | RusslandJewgeni Jewdokimow Alexei Groschew                   | RusslandStanislaw Malzew Oleg Faschutdinow                |
| 2016                        | Winterberg                  | ÖsterreichDavid Trojer Philip Knoll                              | DeutschlandFlorian Löffler Manuel Stiebing                   | DeutschlandNico Semmler Johannes Pfeiffer                 |
| 2017                        | Sigulda                     | DeutschlandHannes Orlamünder Paul Gubitz                         | RusslandWsewolod Kaschkin Konstantin Korschunow              | RusslandGrigori Woloskow Michail Dementjew                |
| 2018                        | Altenberg                   | ItalienIvan Nagler Fabian Malleier                               | DeutschlandHannes Orlamünder Paul Gubitz                     | RusslandWsewolod Kaschkin Konstantin Korschunow           |
| 2019                        | Igls                        | DeutschlandHannes Orlamünder Paul Gubitz                         | RusslandDmitry Buchnev Daniil Kilseev                        | RusslandAndrey Shander Semen Mikov                        |
| 2020                        | Oberhof                     | RusslandDmitry Buchnev Daniil Kilseev                            | DeutschlandMax Ewald Jakob Jannusch                          | RusslandMichail Karnauchow Juri Tschirwa                  |

## Doppelsitzer männlich
| Juniorenweltmeisterschaften | Juniorenweltmeisterschaften | Gold                                             | Silber                                   | Bronze                                          |
| --------------------------- | --------------------------- | ------------------------------------------------ | ---------------------------------------- | ----------------------------------------------- |
| 2022                        | Winterberg                  | LettlandEduards Ševics-Mikeļševics Lūkass Krasts | ÖsterreichJuri Gatt Riccardo Schöpf      | DeutschlandMoritz Jäger Valentin Steudte        |
| 2023                        | Bludenz                     | LettlandKaspars Rinks Vitālijs Jegorovs          | DeutschlandMoritz Jäger Valentin Steudte | Vereinigte StaatenMarcus Mueller Ansel Haugsjaa |

## Doppelsitzer weiblich
| Juniorenweltmeisterschaften | Juniorenweltmeisterschaften | Gold                                    | Silber                                     | Bronze                                    |
| --------------------------- | --------------------------- | --------------------------------------- | ------------------------------------------ | ----------------------------------------- |
| 2022                        | Winterberg                  | DeutschlandLuisa Romanenko Pauline Patz | LettlandMarta Robežniece Kitija Bodganova  | LettlandViktorija Ziediņa Selīna Zvilna   |
| 2023                        | Bludenz                     | LettlandViktorija Ziediņa Selīna Zvilna | ÖsterreichLisa Zimmermann Dorothea Schwarz | LettlandMarta Robežniece Kitija Bogdanova |

## Mannschaftswettbewerb
| Juniorenweltmeisterschaften | Juniorenweltmeisterschaften | Gold | Silber | Bronze |
| --------------------------- | --------------------------- | --- | --- | --- |
| 1991                        | Königssee                   | DeutschlandRalf Kutzner Norbert Gatz Barbara Niedernhuber Jean Roos Jens Tauschner & René Hohner              | SowjetunionOleg Jermolin Alexandre Roussak Tatiana Balouch Albina Sacharowa Danil Tschaban & Andrei Klementev     | ÖsterreichMarkus Neyer Rainer Margreiter Sonja Manzenreiter Tanja Painsi Tobias Schiegl & Markus Schiegl               |
| 1992                        | Sapporo                     | DeutschlandMarko Prisky Sebastian Schiffner Barbara Niedernhuber Sibylle Kühne Sven Oschkenat & Sandy Kokot   | ÖsterreichMarkus Neyer Rainer Margreiter Sonja Manzenreiter Tanja Painsi Tobias Schiegl & Markus Schiegl          | Vereinigte StaatenLarry Dolan Robert Pipkins Renee Myers Bethany Calcaterra-McMahon Martin Bryan & Dan Warren          |
| 1993                        | Sigulda                     | DeutschlandFelix Penner Ronny Heitmann Barbara Niedernhuber Sandra Prokoff Tobias Viertel & Michael Osterloh  | RusslandAlexander Subkow Vitali Nugaev Irina Tschbakova Ekaterina Noronova Danil Tschaban & Andrej Klimentiev     | LettlandGuntis Rēķis Sandris Bērziņš Anita Zamuele Arnita Cipule Andris Neparts & Sandris Bērziņš                      |
| 1994                        | Igls                        | ÖsterreichMarkus Kleinheinz Rainer Margreiter Simone Eder Sonja Manzenreiter Markus Fluckinger & Hannes Egger | RusslandDanil Tschaban Alexander Subkow Elena Leskina Ekaterina Voronova Danil Tschaban & Alexander Subkow        | Vereinigte StaatenLawrence Dolan Adam Heidt Amanda Agnew Bethany Calcaterra-McMahon Christian Niccum & Matthew McClain |
| 1995                        | Lake Placid                 | Vereinigte StaatenLarry Dolan Tony Benshoof Maryann Baribault Alice Trend Christian Niccum & Matt McClain     | DeutschlandRonny Heitmann Felix Penner Heike Schüler Claudia Schramm André Florschütz & Falk Rossmann             | RusslandSergei Lozinski Alex Maslenitsin Ulia Popova Elena Leskina Nikolai Bogowitch & Vasili Sutko                    |
| 1996                        | Calgary                     | Vereinigte StaatenLarry Dolan Josh Bischof Maryann Baribault Becky Wilczak Christian Niccum & Matt McClain    | DeutschlandDenis Geppert Michael Schäfer Sonja Wiedemann Gabi Bender Maik Sachse & Nico Zink                      | ÖsterreichMarkus Kleinheinz Alexander Reutz Veronika Halder Melanie Penz Markus Kleinheinz & Alexander Reutz           |
| 1997                        | Oberhof                     | DeutschlandRobert Fegg Henning Kirchner Britta Steinmetz Anke Wischnewski Maik Sachse & Nico Zink             | ItalienAndreas Soppelsa Christian Oberstolz Doris Preindl Nadja Unterholzner Christian Oberstolz & Patrick Gruber | RusslandKonstantin Aladaschwili Sergej Loszinski Margarita Klimenko Anna Baikalova Maxim Gritsan & Evgeni Schabarov    |
| 1998                        | Sigulda                     | DeutschlandRobert Fegg Henning Kirchner Britta Steinmetz Anke Wischnewski Sebastian Schmidt & André Forker    | LettlandMārtiņš Rubenis Nauris Skraustins Arnita Ancena Kristine Pudogina Vilnis Ozoliņš & Jānis Mozajevs         | Vereinigte StaatenNick Sullivan Christian Niccum Maryann Baribault Courtney Zablicki Christian Niccum & Matt McClain   |
| 1999                        | Igls                        | ÖsterreichMartin Abentung Veronika Halder Andreas Linger & Wolfgang Linger                                    | KanadaKyle Conelly Nicole Simon Grant Albrecht & Mike Moffat                                                      | Vereinigte StaatenNick Sullivan Becky Wilczak Patrick Anderson & Jon Laflam                                            |
| 2000                        | Altenberg                   | Deutschland IITatjana Hüfner Jan Eichhorn Christian Pfalz & Martin Biedermann                                 | Deutschland IJulia Schäfer David Möller Steffen Reuter & Alexander Blaschek                                       | Österreich IVeronika Halder Martin Abentung Andreas Linger & Wolfgang Linger                                           |
| 2001                        | Lillehammer                 | Vereinigte Staaten INicole Oliveira Patrick Anderson & Brian Wohlleb                                          | Vereinigte Staaten IICourtney Zablicki Jon Myles Preston Griffall & Dan Joye                                      | ÖsterreichNina Reithmayer Martin Abentung Andreas Linger & Wolfgang Linger                                             |
| 2002                        | Igls                        | Deutschland IITatjana Hüfner David Möller Franz M. König & Christian Kontny                                   | Deutschland IAnja Eberhardt Patrick Schürer Marcel Lorenz & Christian Baude                                       | Österreich INina Reithmayer Anton Hörhager Peter Penz & Georg Fischler                                                 |
| 2003                        | Königssee                   | Vereinigte StaatenJulia Clukey Logan Castio Preston Griffall & Dan Joye                                       | DeutschlandCorinna Martini Andreas Graitl Tobias Wendl & Tobias Arlt                                              | ÖsterreichNina Reithmayer Daniel Pfister Peter Penz & Georg Fischler                                                   |
| 2004                        | Calgary                     | DeutschlandNatalie Geisenberger Andreas Graitl Tobias Wendl & Tobias Arlt                                     | ÖsterreichNina Reithmayer Daniel Pfister Peter Penz & Georg Fischler                                              | Vereinigte StaatenErin Hamlin Logan Castio Matt Mortensen & Garon Thorne                                               |
| 2005                        | Winterberg                  | DeutschlandNatalie Geisenberger Johannes Ludwig Tobias Wendl & Tobias Arlt                                    | KanadaMeaghan Simister Mike Jepson Savill Marshall & Aaron Christensen                                            | RusslandWiktorija Kneib Valeri Bespalov Dmitri Chamkin & Wladimir Boizow                                               |
| 2006                        | Altenberg                   | DeutschlandStefanie Sieger Felix Loch Tobias Wendl & Tobias Arlt                                              | Vereinigte StaatenMegan Sweeny Christopher Mazdzer & Garon Thorne                                                 | RusslandXenija Zyplakowa Valeri Bespalov Wladislaw Juschakow & Wladimir Machnutin                                      |
| 2007                        | Cesana                      | DeutschlandNatalie Geisenberger Felix Loch Toni Eggert & Marcel Oster                                         | Vereinigte StaatenMegan Sweeny Christopher Mazdzer & Jayson Terdiman                                              | LettlandAgnese Koklača Kristaps Mauriņš Oskars Gudramovičs & Pēteris Kalniņš                                           |
| 2008                        | Lake Placid                 | Vereinigte StaatenChristopher Mazdzer Kate Hansen Christopher Mazdzer & Jayson Terdiman                       | DeutschlandRobert Fischer Lisa Liebert Toni Eggert & Marcel Oster                                                 | ÖsterreichManuel Pfister Birgit Platzer Reinhard Egger & David Schweiger                                               |
| 2009                        | Nagano                      | DeutschlandJulian von Schleinitz Madeleine Teuber Nico Walther & Nico Grünneker                               | Vereinigte StaatenRobert Huerbin Kate Hansen Trent Matheson & Taylor Morris                                       | RusslandGeorgi Talypow Tatjana Iwanowa Alexander Denissjew & Wladislaw Antonow                                         |

## Staffelwettbewerb
| Juniorenweltmeisterschaften | Juniorenweltmeisterschaften | Gold                                                                             | Silber                                                                                           | Bronze                                                                                |
| --------------------------- | --------------------------- | -------------------------------------------------------------------------------- | ------------------------------------------------------------------------------------------------ | ------------------------------------------------------------------------------------- |
| 2010                        | Igls                        | DeutschlandCarina Schwab Julian von Schleinitz Nico Walther & Nico Grünneker     | ItalienSandra Gasparini Dominik Fischnaller Ludwig Rieder & Patrick Rastner                      | Vereinigte StaatenKate Hansen Robert Huerbin Shane Hook & Zachary Clark               |
| 2011                        | Oberhof                     | DeutschlandDajana Eitberger Julian von Schleinitz Nico Grüßner & Toni Förtsch    | ItalienMaria Messner Dominik Fischnaller Ludwig Rieder & Patrick Rastner                         | Vereinigte StaatenKate Hansen Taylor Morris Jacob Hyrns & Andrew Sherk                |
| 2012                        | Königssee                   | DeutschlandAileen Frisch Georg Reumschüssel Nico Grüßner & Toni Förtsch          | RusslandJekaterina Baturina Wladimir Pitilimow Andrei Bogdanow & Andrei Medwedew                 | ItalienMaria Messner Dominik Fischnaller Florian Gruber & Simon Kainzwaldner          |
| 2013                        | Park City                   | ItalienSandra Robatscher Dominik Fischnaller Florian Gruber & Simon Kainzwaldner | DeutschlandCarolin von Schleinitz Florian Berkes Tim Brendel & Florian Funk                      | Vereinigte StaatenEmily Sweeney Tucker West Tyler Andersen & Anthony Espinoza         |
| 2014                        | Igls                        | ÖsterreichNina Prock David Gleirscher Thomas Steu & Lorenz Koller                | Vereinigte StaatenSummer Britcher Tucker West Jutin Krewson & Tristan Jeskanen                   | RusslandLilia Burmistrova Alexander Stjopitschew Jewgeni Jewdokimow & Alexei Groschew |
| 2015                        | Lillehammer                 | LettlandUlla Zirne Kristers Aparjods Kristens Putins & Kārlis Krišs Matuzels     | RusslandWiktorija Demtschenko Roman Repilow Jewgeni Jewdokimow & Alexei Groschew                 | ÖsterreichMadeleine Egle Jonas Müller David Trojer & Philip Knoll                     |
| 2016                        | Winterberg                  | DeutschlandJulia Taubitz Maximilian Jung Florian Löffler & Manuel Stiebing       | Vereinigte StaatenGracie Weinberg Jonathan Eric Gustafson Jake Farquharson & Christian Colaiezzi | ÖsterreichSarah Tomaselli Nico Gleirscher David Trojer & Philip Knoll                 |
| 2017                        | Sigulda                     | RusslandTatjana Zwetowa Jewgeni Petrow Wsewolod Kaschkin & Konstantin Korschunow | DeutschlandJessica Tiebel Max Langenhan Hannes Orlamünder & Paul Gubitz                          | ÖsterreichMadeleine Egle Nico Gleirscher Florian Peter Schmid & Fabian Strickner      |
| 2018                        | Altenberg                   | DeutschlandJessica Tiebel Max Langenhan Hannes Orlamünder & Paul Gubitz          | RusslandTatjana Zwetowa Daniil Lebedew Wsewolod Kaschkin & Konstantin Korschunow                 | ItalienLeon Felderer Verena Hofer Ivan Nagler & Fabian Malleier                       |
| 2019                        | Igls                        | ÖsterreichLisa Schulte Bastian Schulte Juri Gatt & Riccardo Schöpf               | DeutschlandCheyenne Rosenthal Max Langenhan Hannes Orlamünder & Paul Gubitz                      | RusslandTatjana Zwetowa Alexey Dmitriev Dmitry Buchnev & Daniil Kilseev               |
| 2020                        | Oberhof                     | DeutschlandJessica Degenhardt Moritz Bollmann Max Ewald & Jakob Jannusch         | LettlandElīna Ieva Vītola Gints Bērziņš Eduards Ševics-Mikeļševics & Lūkass Krasts               | Diana LoginowaMatwei Perestoronin Dmitry Buchnev & Daniil Kilseev                     |
| 2022                        | Winterberg                  | DeutschlandJessica Degenhardt Florian Müller Moritz Jäger & Valentin Steudte     | RusslandSofiia Mazur Matwei Perestoronin Mikhail Karnaukhov & Yuri Chirva                        | LettlandZane Kaluma Kaspars Rinks Eduards Ševics-Mikeļševics & Lūkass Krasts          |
| 2023                        | Bludenz                     | DeutschlandAnka Jäger Marco Leger Moritz Jäger & Valentin Steudte                | UkraineJulianna Tunyzka Danylo Marzynowskyj Vadim Mikyievych & Bohdan Babura                     | LettlandZane Kaluma Kaspars Rinks Raimonds Baltgalvis & Krisjanis Bruns               |

## Medaillenspiegel
| Position | Verband                         | Gold | Silber | Bronze | Gesamt |
| -------- | ------------------------------- | ---- | ------ | ------ | ------ |
| 1        | Deutschland                     | 67   | 52     | 40     | 159    |
| 2        | Vereinigte Staaten              | 19   | 18     | 24     | 61     |
| 3        | Österreich                      | 15   | 17     | 22     | 54     |
| 4        | Russland                        | 9    | 14     | 17     | 40     |
| 5        | Italien                         | 9    | 12     | 13     | 34     |
| 6        | Lettland                        | 8    | 5      | 9      | 22     |
| 7        | Deutsche Demokratische Republik | 5    | 8      | 3      | 16     |
| 8        | Sowjetunion                     | 4    | 4      | 4      | 12     |
| 9        | BR Deutschland                  | 3    | 1      | 1      | 5      |
| 10       | Tschechoslowakei                | 1    | 1      | 0      | 2      |
| 10       | Ukraine                         | 1    | 1      | 0      | 2      |
| 12       | Kanada                          | 0    | 8      | 5      | 13     |
| 13       | Polen                           | 0    | 0      | 1      | 1      |
| 13       | Slowakei                        | 0    | 0      | 1      | 1      |
| Totale   | Totale                          | 129  | 129    | 129    | 387    |

Stand: nach der JWM 2023